# Церковь Сурб Хач (Ростов-на-Дону)
Церковь Сурб Хач (арм. Սուրբ Խաչ [suɾpʰ χɑtʃʰ] — в переводе церковь Святого Креста) — армянская церковь в Ростове-на-Дону. Одна из сохранившихся построек ранее существовавшего монастыря. Построена в конце XVIII века армянскими переселенцами из Крыма в память об одноимённом монастыре в Крыму. Старейшее из зданий, сохранившихся в современных границах Ростова-на-Дону.

## Описание
Храм находится посреди жилых микрорайонов, образующих Северный жилой массив. Вместе с окружающим его парком, обнесённым изгородью, расположен на высоком правом берегу верхнего из двух северных водохранилищ в балке ручья Камышевахи, к которому он обращён лицевой стороной (на юг). К востоку от каменной лестницы из-под холма, на котором стоит храм, бьёт родник. Возле родника устроены купальня и зона отдыха. Купальня монастыря является одним из традиционных мест Ростова для крещенских купаний.
Церковь построена в стиле классицизма. Важными элементами в композиции здания являются портики, в то время как плоскости стен, в частности, барабана, членятся пилястрами и карнизами. Церковь прямоугольная в плане, с небольшими ризалитами в средней части и с выступающей на востоке апсидой.
От церкви к реке Темерник спускается каменная лестница, которая раньше через два моста вела к парку, находившемуся в излучине ручья. К востоку от церкви находится возведённая в 1862 году надстройка над родником «Чорхах».
Главная реликвия церкви — хачкар (крест-камень) VI века, по преданию, вывезенный из древней столицы Армении — города Ани, и привезённый в XVIII веке на донскую землю армянскими переселенцами из Крыма. Подробнее см. Сурб Хач (хачкар).
У стен церкви похоронены армянские поэты и писатели Арутюн Манукович Аламдарян, Микаэл Лазаревич Налбандян и Рафаэл Габриэлович Патканян.

## История

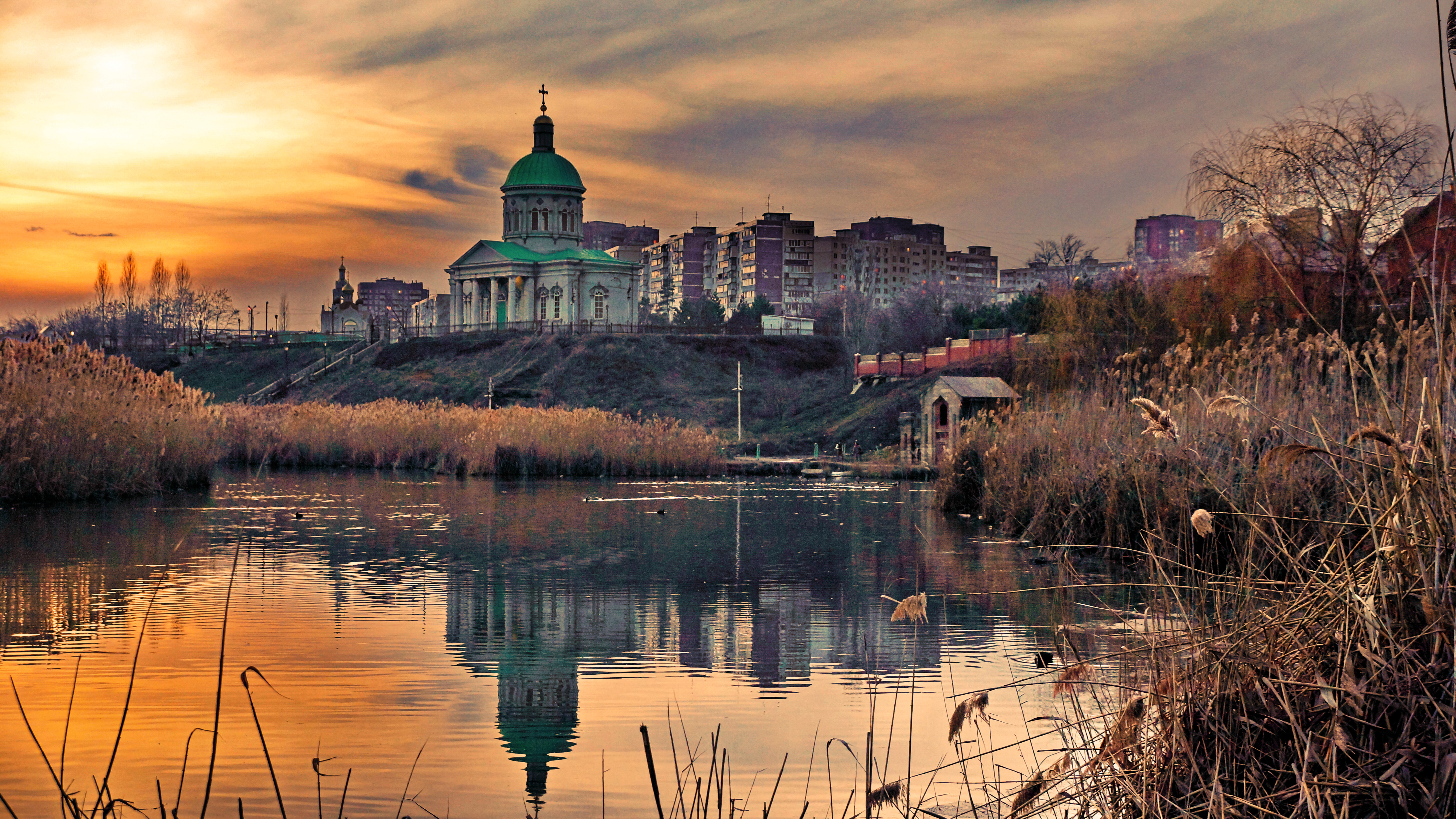
Панорама монастыря

Церковь монастыря Сурб Хач была заложена в 1783 году, а строительство началось в 1786 году и длилось 6 лет. 27 ноября 1792 года церковь была освящена.
Церковь возводилась по проекту архитектора Ивана Старова, создателя Таврического дворца и Троицкого собора Александро-Невской лавры в Санкт-Петербурге.
В 1862 году недалеко от западного фасада церкви была построена двухъярусная, с высоким четырёхгранным шатром колокольня. К востоку от церкви находился двухэтажный архиерейский дом. В нём размещалась основанная в 1791 году общеобразовательная школа, позднее реорганизованная в семинарию с пансионатом. При семинарии была устроена библиотека, в 1883 году перевезённая в Нахичевань. Также в здании располагалась первая на юге России типография, действовавшая с 1790 по 1796 год. Более 20 книг было напечатано в типографии за эти 6 лет. Колокольня и архиерейский дом были утрачены в XX веке.
В дореволюционный период монастырю принадлежали около 50 га земли, которые сдавались в аренду под пашню и огороды. В 1862 году здесь побывал архиепископ Армянской апостольской церкви Габриэл Айвазовский (родной брат художника И. К. Айвазовского). С подачи иерарха был запущен сбор средств на реставрацию монастыря.
В 1920 году обитель перестала существовать, но богослужения в церкви Сурб-Хач продолжались ещё 11 лет. Монастырь действовал до 1931 года, когда богослужения были прекращены, а постройки переданы местному совхозу под зернохранилище.
В 1968—1972 годах в монастыре проводились восстановительные работы по проекту местного уроженца выдающегося архитектора Марка Григоряна. По окончании реставрации (14.11.1972) в здании храма был открыт Ростовский музей русско-армянской дружбы, насчитывающий более 10 тыс. экспонатов. Музей располагался в здании церкви Сурб Хач до 2007 года. Богослужения возобновились в 2000 году.

## Галерея

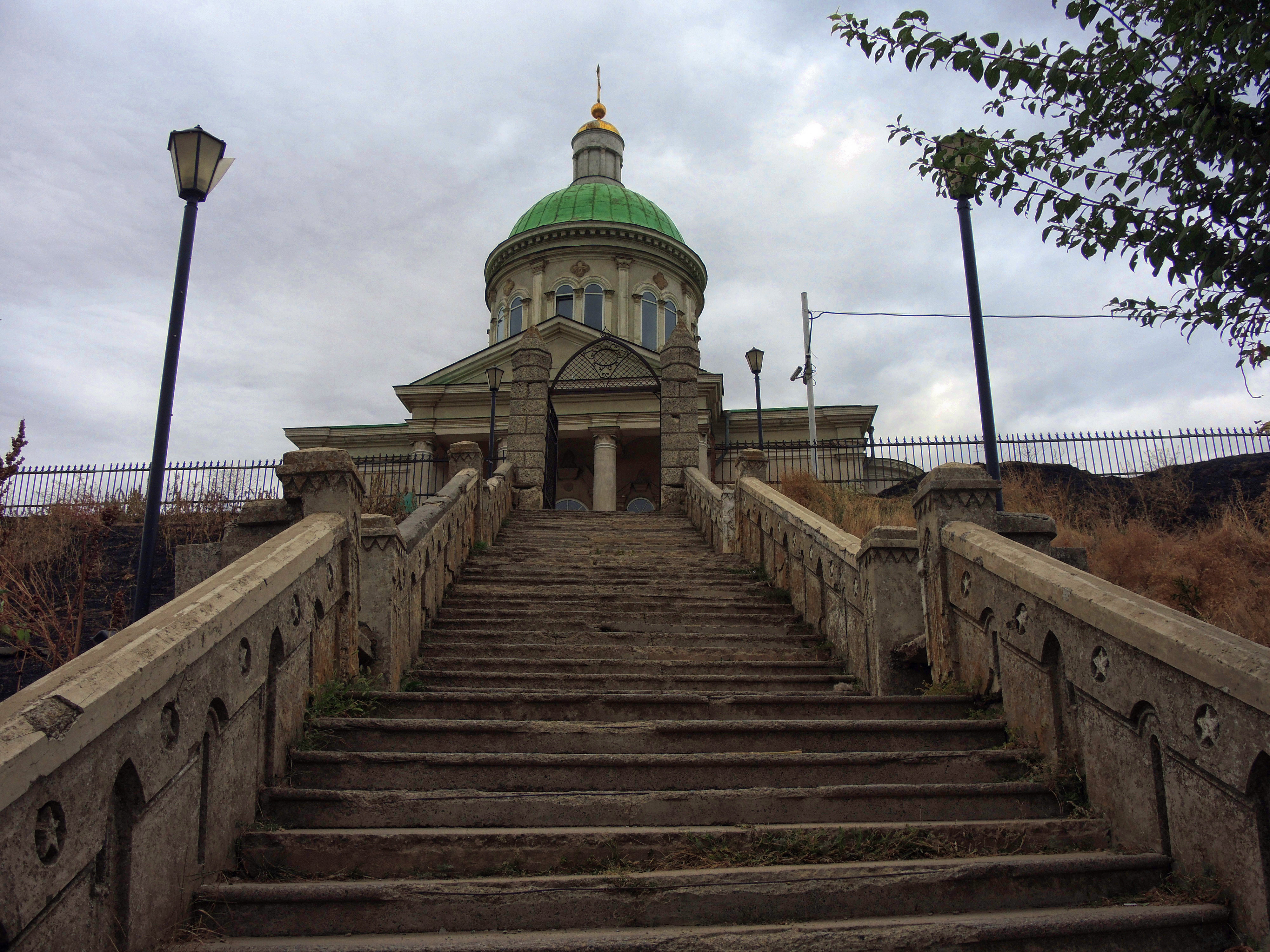
Каменная лестница от родника к церкви
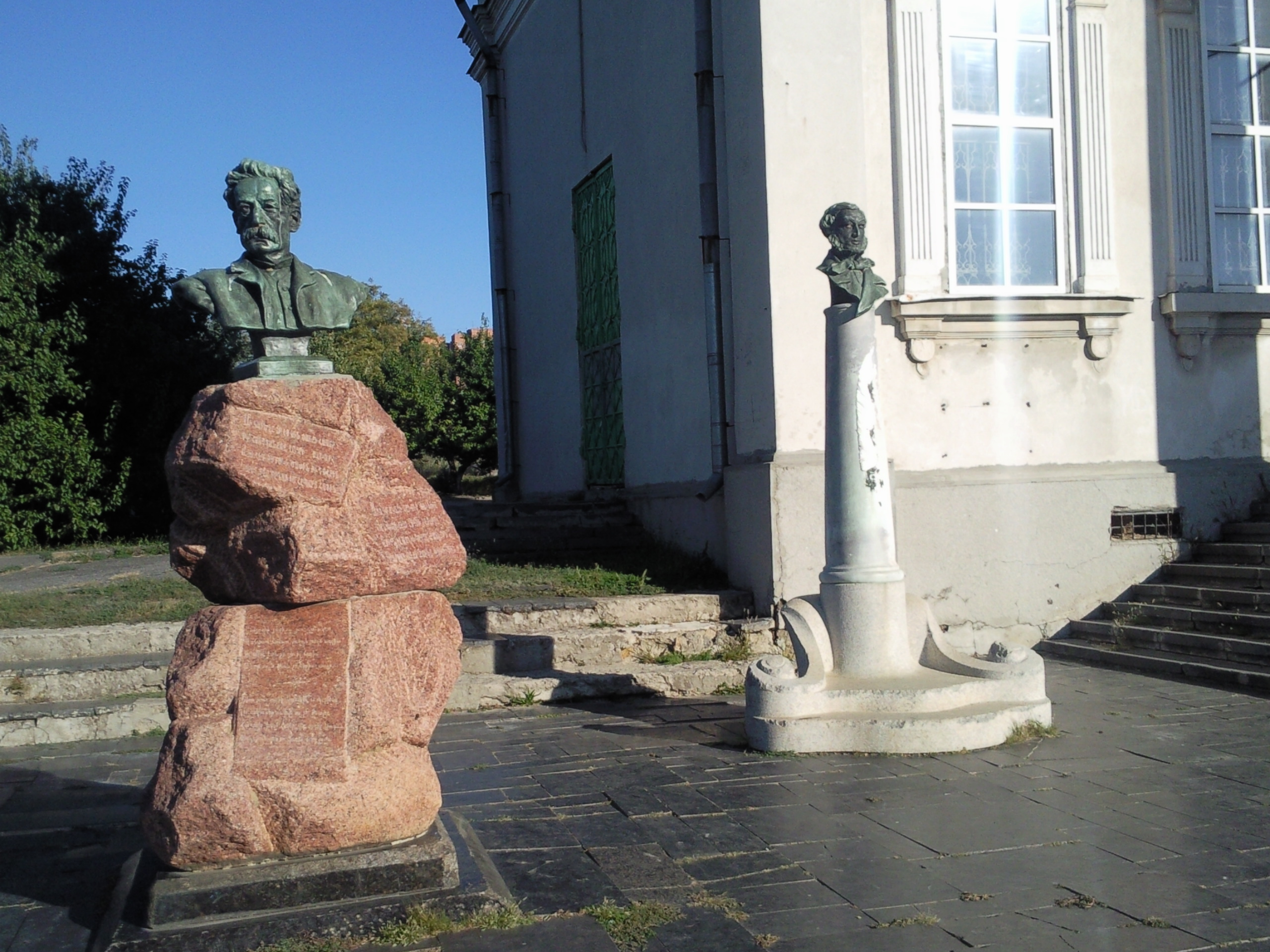
Надгробия Рафаэла Патканяна и Микаэла Налбандяна
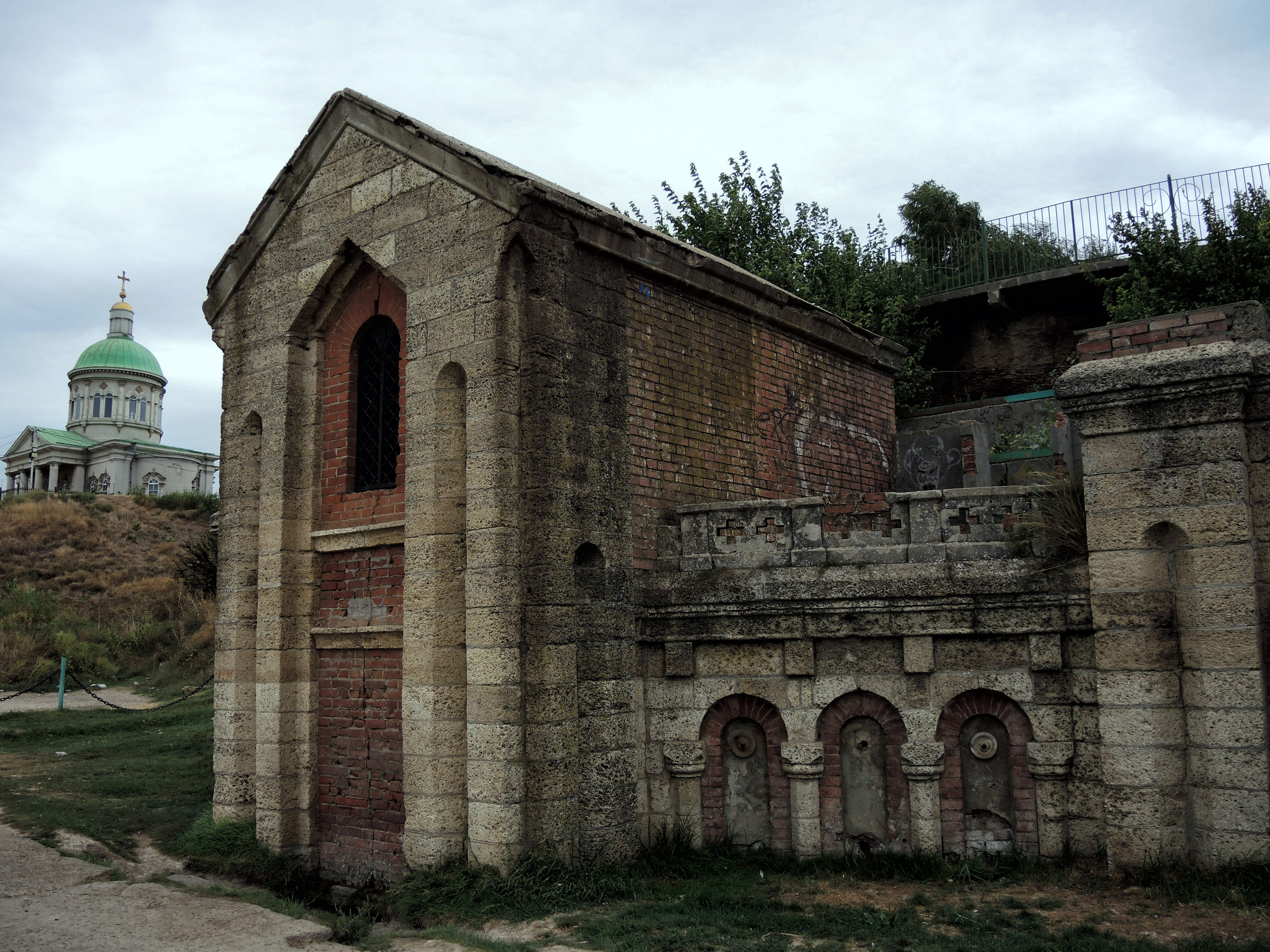
Каптажная надстройка родника
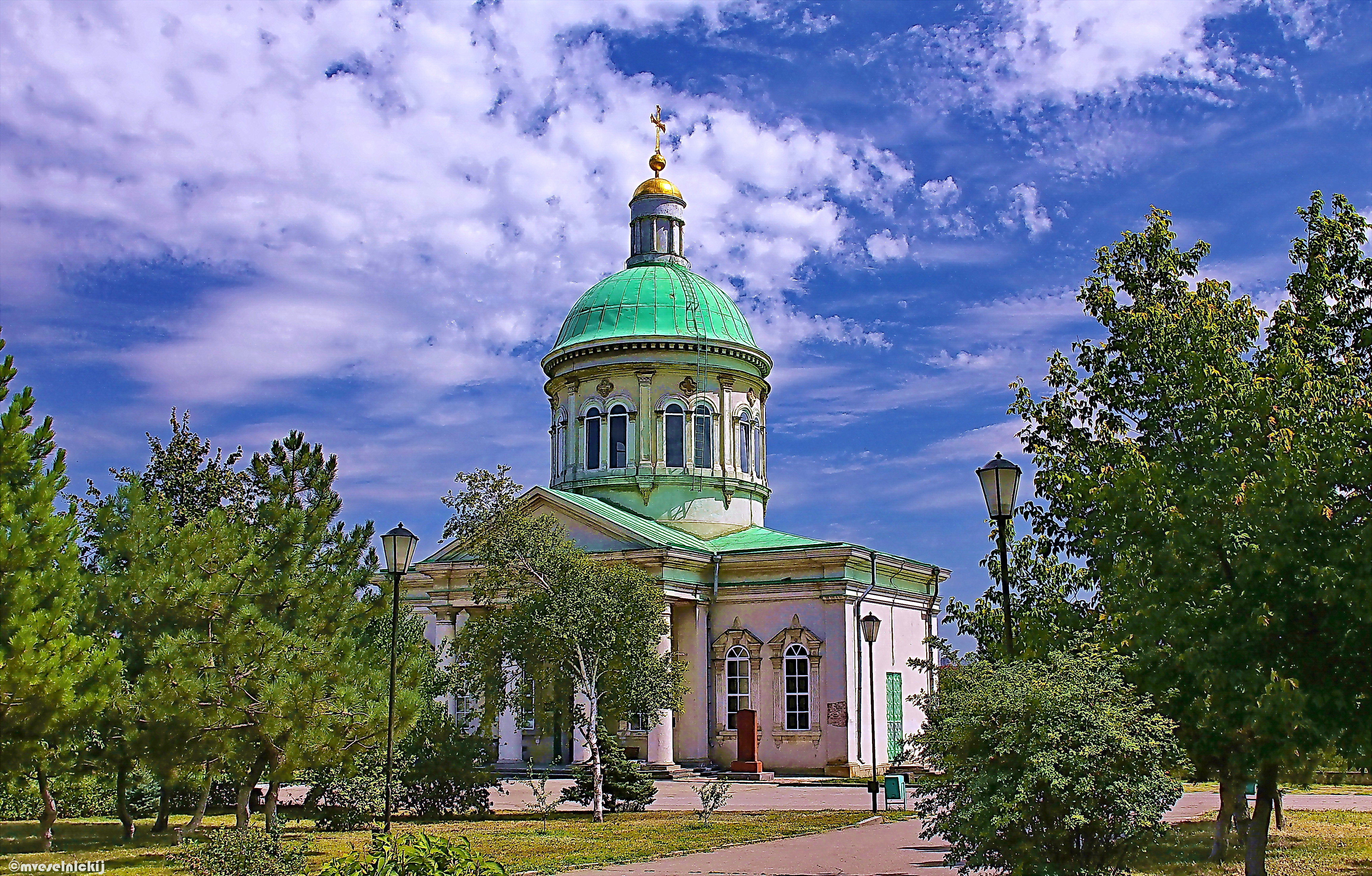
Церковь Сурб Хач
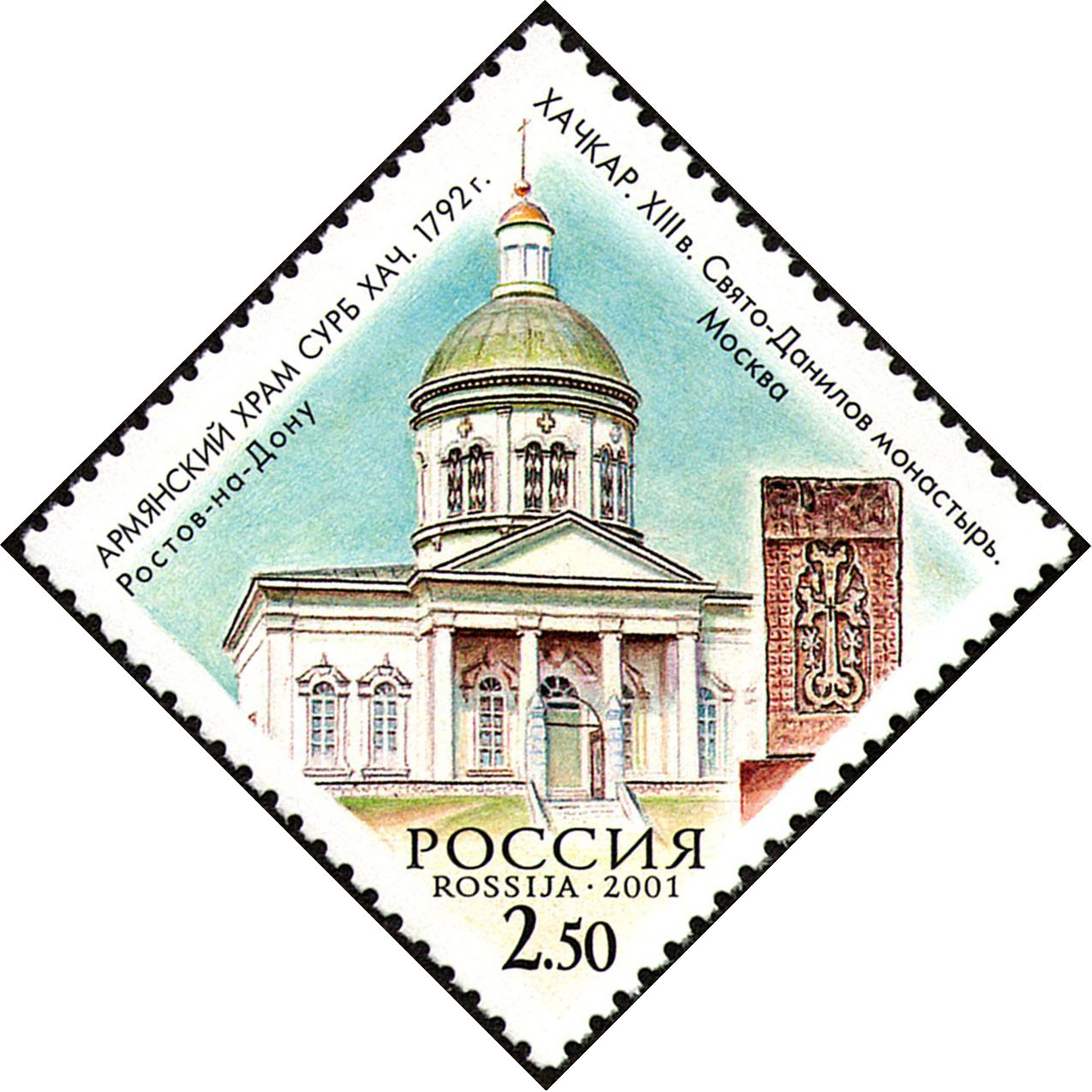
Церковь Сурб Хач на марке России, 2001 год